# 阿爾塔博物館

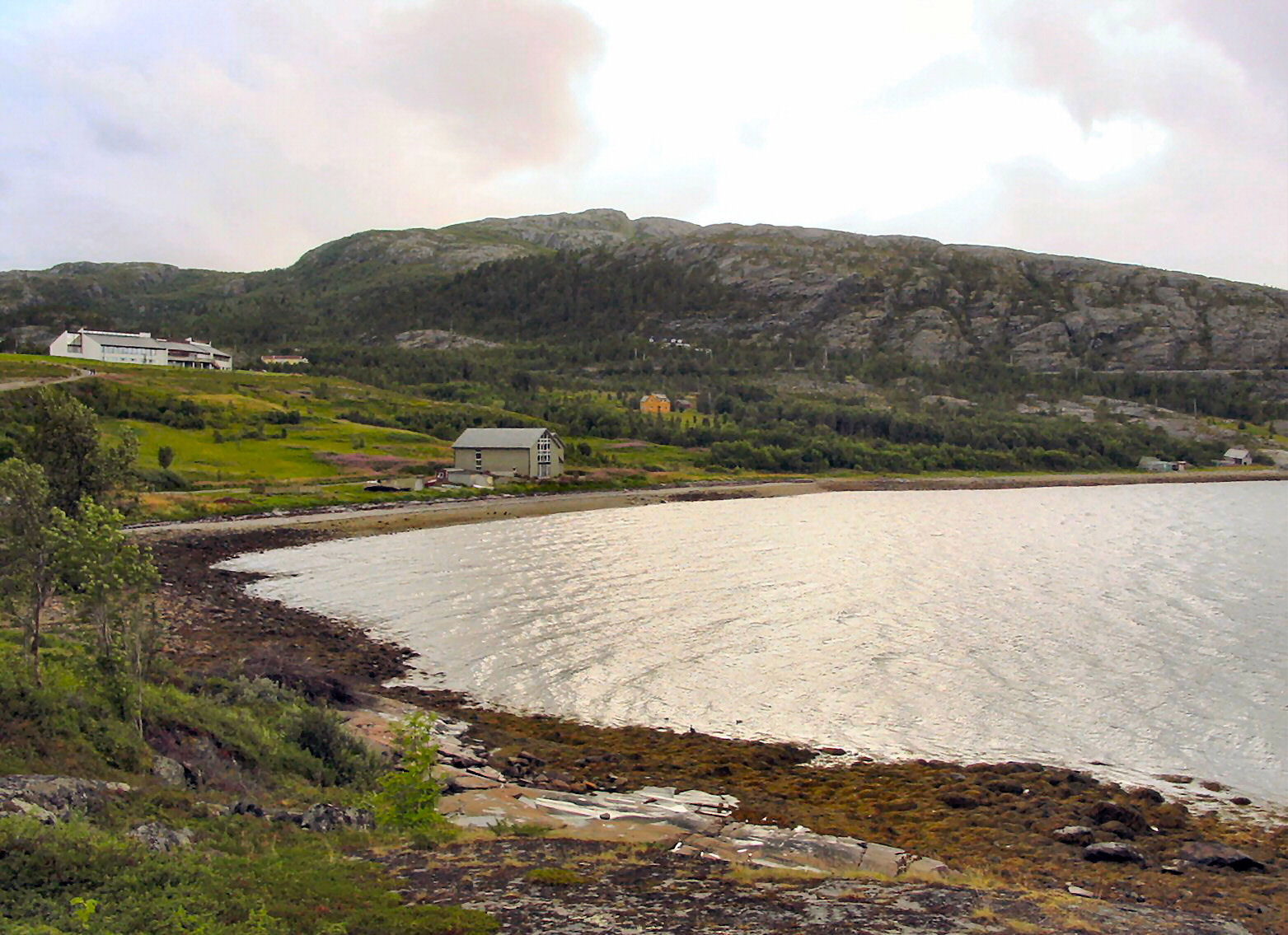
阿爾塔博物館及世界遺產遺跡

阿爾塔博物館位於挪威北部北極圈內芬馬克郡阿爾塔，是挪威最多訪客的夏季博物館。每日多達1000人次。該館的展覽展示當地文化及歷史工業包括了鄰近地方的史前阿爾塔岩畫。阿爾塔岩畫是世界遺產遺跡之一，是芬馬克郡的早期部落，距今大約11000年。阿爾塔博物館於1991年6月正式開放，並在1999年獲得歐洲年度博物館。